# Bonópolis
Bonópolis is een gemeente in de Braziliaanse deelstaat Goiás. De gemeente telt 3.160 inwoners (schatting 2009).

## Aangrenzende gemeenten
De gemeente grenst aan Amaralina, Mundo Novo, Novo Planalto, Porangatu en São Miguel do Araguaia.